# Universal cultural
Un universal cultural és un tret que es dona a totes les cultures humanes. Segons Donald Brown, els universals culturals més destacables són:
Relacionats amb el llenguatge
- Ús del llenguatge per comunicar idees i influir en el comportament d'altre.
- La llengua reflecteix l'abstracció en els seus termes
- Existeix l'antonímia
- Hi ha termes per referir-se als colors, al clima i al cos
- Presència del tabú
- Termes que connecten lògicament idees
- Llenguatge figurat o doble sentit
- Formes ritualitzades per a ocasions singulars

Relacionats amb la societat
- Existència de noms personals
- Família
- Estatus social
- Llei explícita o implícita que guia la conducta dels seus membres
- Rols de gènere
- Admiració de la generositat
- Restriccions a la violència
- Comerç
- Grups d'iguals aliens a la família
- Termes i rols associats a l'edat
- Tabú de l'incest
- Territorialitat

Relacionats amb l'estètica i rituals
- Pensament màgic
- Creences sobre la mort
- Mites
- Música
- Ritus associats a l'edat
- Ornaments al cos i el cabell
- Narrativa
- Pràctiques de medicina
- Joguines

Relacionats amb la tecnologia
- Control del foc
- Fabricació d'eines
- Presència d'armes
- Habitatge o refugi dels elements
- Elements per lligar, unir o cosir